# Bernd Rill

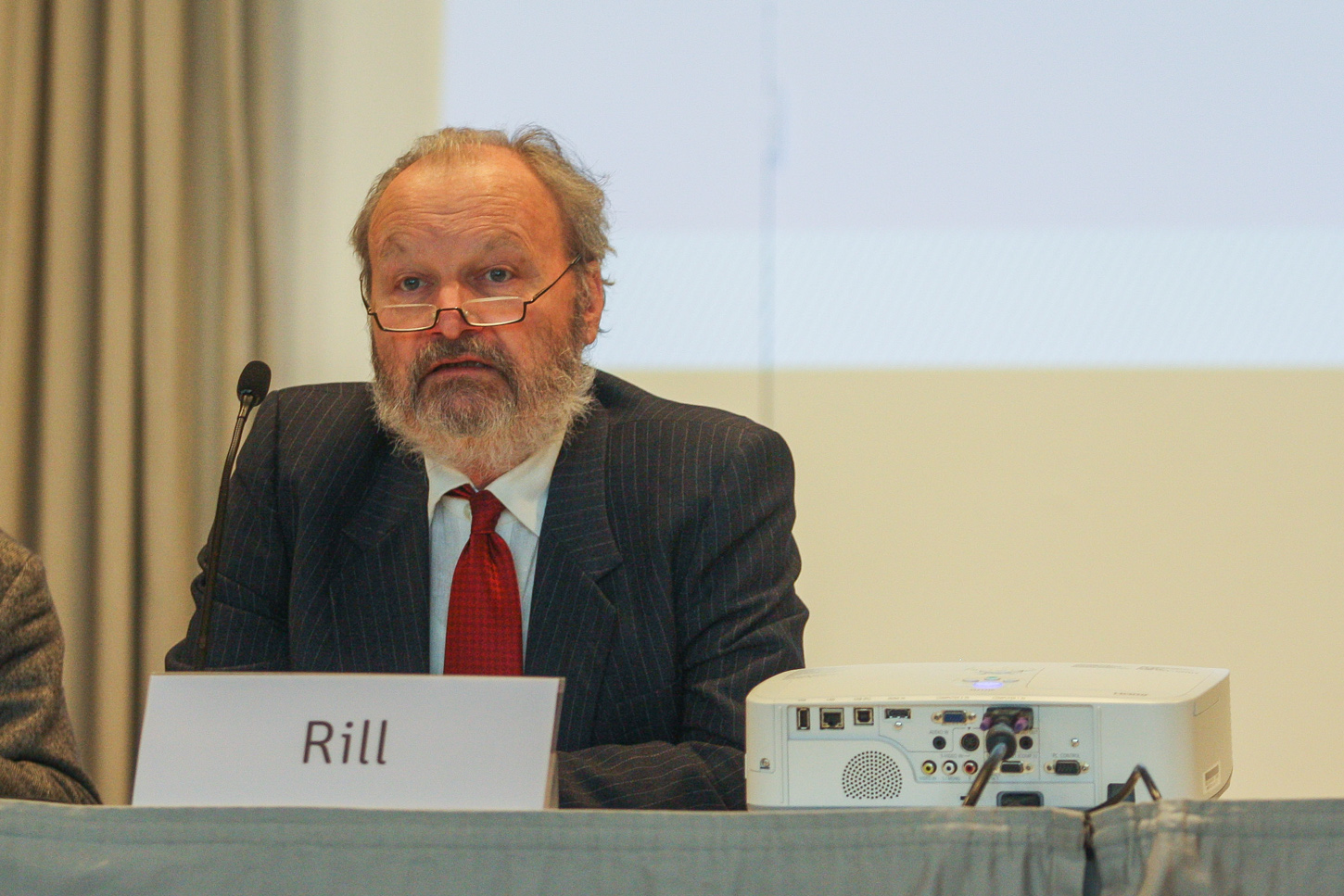
Bernd Rill (2013)

Bernd Dieter Rill (* 1948 in Regensburg) ist ein deutscher Jurist und historischer Publizist.

## Leben
Rills Familie hat sudetendeutsche Wurzeln. Er studierte Rechtswissenschaften und Geschichte an der Universität Erlangen. 1983 wurde er wissenschaftlicher Referent für Recht, Staat, Europäische Integration, interkultureller Dialog in der Akademie für Politik und Zeitgeschehen der Hanns-Seidel-Stiftung in München. 2013 ging er in den Ruhestand. Er ist Autor zahlreicher historischer Werke.

## Schriften (Auswahl)
- Deutsche und Polen. Die schwierige Nachbarschaft (= Edition historica). Idea, Puchheim 1981, ISBN 3-9800371-6-9.
- Die Inquisition und ihre Ketzer. Idea, Puchheim 1982, ISBN 3-88793-010-X.
- Tilly. Feldherr für Kaiser und Reich. Iniversitas, München 1984, ISBN 3-8004-1068-0.
- (Hrsg.): Völkerrecht und Friede. Beiträge der Tagung "Völkerrecht und Friede" der Akademie für Politik und Zeitgeschehen der Hanns-Seidel-Stiftung (= Heidelberger Forum. Bd. 37). v. Decker, Heidelberg 1985, ISBN 3-8226-0985-4.
- Kemal Atatürk (= Rowohlts Monographien. 346). Mit Selbstzeugnissen und Bilddokumenten, Rowohlt, Reinbek bei Hamburg 1985, ISBN 3-499-50346-8. (10. Auflage 2011)
- mit Rupert Scholz (Hrsg.): Der Rechtsstaat und seine Feinde. Beiträge der Tagung "Der Rechtsstaat und Seine Feinde" der Akademie für Politik und Zeitgeschehen der Hanns-Seidel-Stiftung (= Heidelberger Forum. Bd. 40). v. Decker, Heidelberg 1986, ISBN 3-8226-0686-3.
- (Hrsg.): Bavaria Felix. Ein Land, die Heimat ist und Zukunft hat. Schulz, Percha am Starnberger See u. a. 1986, ISBN 3-7962-0182-2.
- Friedrich III. Habsburgs europäischer Durchbruch. Styria, Graz u. a. 1987, ISBN 3-222-11748-9.
- Das Neueste aus der Tonne des Diogenes. Aphorismen. Pega, Gilching 1989, ISBN 3-924692-08-4.
- (Hrsg.): Freiheitliche Tendenzen der deutschen Geschichte (= Zeitgeschehen. Bd. 2). Pustet, Regensburg 1989, ISBN 3-7917-1207-1.
- mit Ferenc Majoros: Bayern und die Magyaren. Die Geschichte einer elfhundertjährigen Beziehung. Mit einem Geleitwort von Bertalan Andrásfalvy und einem Vorwort von Georg Freiherr von Waldenfels, Pustet, Regensburg 1991, ISBN 3-7917-1303-5.
- Karl VI. Habsburg als barocke Grossmacht. Styria, Graz u. a. 1992, ISBN 3-222-12148-6.
- mit Ferenc Majoros: Das Osmanische Reich (1300–1922). Die Geschichte einer Grossmacht. Pustet, Regensburg 1994, ISBN 3-7917-1369-8. (4. Auflage 2002)
- Sizilien im Mittelalter. Das Reich der Araber, Normannen und Staufer. Belser, Stuttgart u. a. 1995, ISBN 3-7630-2318-6.
- Kaiser Matthias. Bruderzwist und Glaubenskampf. Styria, Graz u. a. 1999, ISBN 3-222-12446-9.
- Böhmen und Mähren. Geschichte im Herzen Mitteleuropas (= Edition historica). 2 Bände, Katz, Gernsbach 2006, ISBN 3-938047-17-8.

- Band 1: Von der Urzeit bis zur Französischen Revolution
- Band 2: Von der Romantik bis zur Gegenwart

- Von Vergil bis Berlusconi. 15 ausgewählte Kapitel zur Geschichte und Kultur Italiens. Ars Una, Neuried 2010, ISBN 978-3-89391-371-8.
- Die Geschichte des Kirchenstaates. Cäsaren mit der Tiara. Universitas, München 2012, ISBN 978-3-8004-1506-9.
- Chomeini und die Islamische Republik Iran. Köster, Berlin 2012, ISBN 978-3-89574-805-9.
- Der Bodensee. Geschichte einer trinationalen Region. Katz, Gernsbach 2014, ISBN 978-3-938047-69-9.
- Der Berliner Kongress von 1878. Bismarcks Meisterstück? Verlag Dr. Köster, Berlin 2022, ISBN 978-3-96831-045-9.